# 模块化本体
模块化本体是指具有模块结构的本体（知识库的一种表现形式）。许多应用领域需要模块化的本体，如
- 协作式本体开发
- 分布式数据管理
- 大规模本体的管理和推理
- 本体的部分重用

当前，实现模块化本体主要有两种主要的语言途径。一种是基于非经典语义的逻辑语言扩展，如分布式描述逻辑，E-连接和基于包的描述逻辑；另外一种途径是基于经典描述逻辑语义，但限制对外部符号的使用以保证各模块可安全的合并。